# Jacques Bachot
Jacques Bachot est un sculpteur français du gothique tardif, qui fut actif en Champagne et en Lorraine entre 1493 et 1526.

## Biographie
La présence de l'artiste est attestée à Troyes — qui était la capitale de la Champagne et l'un des hauts lieux de la sculpture de la fin du Moyen Âge au début de la Renaissance — à partir de 1497. Il travaille alors à la Belle Croix de la ville.
En 1500-1501, il est à Joinville où il collabore à la réalisation du tombeau de Henri de Lorraine-Vaudémont († 1505), évêque de Metz, dans la collégiale Saint-Laurent, chapelle du château, propriété de sa famille depuis des siècles. La collégiale Saint Laurent avait été érigée dans l'enceinte du château en 1163, à l'initiative de son ancêtre le sénéchal de Champagne Geoffroy III de Joinville, et dans laquelle reposent ses aïeux et d'autres membres de sa famille. En 1502-1504, Jacques Bachot est de nouveau mentionné à Joinville, où il collabore à la réalisation d’un nouveau tombeau, celui de Ferry II de Lorraine et de son épouse, toujours dans la collégiale Saint-Laurent.
Jacques Bachot est de retour à Troyes en 1505.
En 1507, il est à Paris où il sculpte trois statues et leur socle pour la chapelle des Poncher, dans l'église Saint-Germain-l’Auxerrois.
En 1515, il est élu représentant de la corporation qui réunit les sculpteurs, mais aussi les imprimeurs, les enlumineurs, les peintres, les peintres sur verre et les brodeurs sur soie.
Entre 1515 et 1532, il présent à Saint-Nicolas-de-Port, en Lorraine, où il travaille au Saint-Sépulcre de la crypte de l'église — consacrée basilique de Saint-Nicolas-de-Port en 1950 — dont la construction n'était pas encore achevée. Celle-ci avait été ordonnée par le duc de Lorraine René II († 1508), neveu de l’évêque de Nancy, en témoignage de reconnaissance envers le saint patron de la Lorraine pour sa victoire sur Charles le Téméraire lors de la bataille de Nancy (1477). Au plus tard en 1524-1525, Jacques Bachot réside à nouveau à Troyes. Il est mentionné dans les registres d'imposition de la ville avec à sa suite Marc Bachot, sculpteur, qui pourrait être son fils.
Des hypothèses ont été émises quant à la possibilité d’un lien entre Jacques Bachot et le Maître de Chaource, également connu sous le nom de « Maître de la Sainte Marthe », dont la présence en Champagne est avérée. S’agirait-il d’une seule et même personne ? Le débat reste ouvert.
Outre Marc Bachot, sculpteur, mentionné à Troyes entre 1517 et 1540, il existait un autre sculpteur portant le même patronyme : Yvon Bachot (entre 1524 et 1534). Cependant certains commentateurs pensent qu'il pourrait s'agir d'un autre de ses fils.

## Œuvre
La diversité des activités de Jacques Bachot, le haut rang de ses commanditaires et le salaire élevé dont il bénéficiait, permettent de voir en lui l’un des plus importants des sculpteurs champenois de la fin du XVe siècle et du premier quart du XVIe. Cependant on ne peut aujourd’hui étudier son œuvre qu’à travers des sources secondaires et aucune de ses sculptures n’a pu être identifiée.

### La Belle-Croix
La "Belle Croix" était une croix monumentale en bronze doré, d'une hauteur de 11 m et pesant environ 4 tonnes. Commanditée par l'échevinage pour remplacer une plus ancienne en pierre sur une place proche de l'hôtel de ville de Troyes, les travaux ont débuté à partir de 1493. La conception d'ensemble de cette œuvre collective est attribuée à Henri le Sarrurier. Jacques Bachot est cité à partir de 1497 parmi les artisans et artistes qui y ont travaillé, travaillant à l'ornementation des piliers de la couverture. Outre Bachot, on sait que les sculpteurs Nicolas Halins, ainsi que les peintres Nicolas II Cordonnier, Jacquet Cordonnier, Guillaume Passot, Jean Copain et Pierre Camus y participèrent.
Le monument comportait un socle décoré de neuf petits prophètes, supportant un groupe de sculptures représentant Marie, Jean et Marie-Madeleine. Un grand crucifix de bronze doré surmonté d'un baldaquin s'élevait au milieu de cet ensemble. Jacques Bachot ne travailla pas à la Belle Croix en elle-même mais à la réalisation des modèles pour les ornements des feuilles de plomb qui devaient recouvrir deux des trois poteaux qui soutenaient la couverture en baldaquin.
En 1793, pendant la Révolution française, l'œuvre fut renversée, puis fondue.

### Tombeau de Henri de Lorraine
Bachot collabora en 1500-1501 à la réalisation du tombeau destiné à son commanditaire, Henri de Lorraine-Vaudémont, ainsi que celui décrit ci-après. Ce premier tombeau se composait d'une grande châsse en marbre décorée de figures de saints et d'un portrait sculpté en bronze réalisé par Henri Costerel. Jacques Bachot est mentionné pour avoir travaillé au soubassement du tombeau.
Le tombeau se trouvait dans la collégiale Saint Laurent et fut démoli pendant la Révolution française, lorsque les douze membres du Comité révolutionnaire de Joinville chargèrent une escouade de sans-culottes de piller et de démanteler le château de Philippe Égalité, duc d’Orléans et prince de Joinville, après l'exécution de celui-ci le 6 novembre 1793, afin de s'approprier ses biens.

### Tombeau de Ferry II de Vaudémont et de son épouse
Quelques années après la réalisation du sien, l'évêque de Metz Henri de Lorraine commanda le tombeau de son défunt frère Ferry II de Vaudémont († 1470), seigneur de Joinville, et de sa femme, Yolande d'Anjou († 1476). Également doté d'un socle sculpté, ce monument, contrairement à celui de l'évêque, ne comportait pas de statue en bronze, mais les effigies en marbre des disparus, couchées sur une dalle plate. 
Jacques Bachot est mentionné pour avoir taillé entre 1502 et 1504 la dalle de pierre noir et le soubassement. Il réalise dans le même temps deux petits autels pour les chapelles du jubé.
Comme la précédente, cette œuvre fut à son tour victime de la furie destructrice des Révolutionnaires.
Après un bref séjour à Troyes où il sculpte un Saint Pierre en bois, il est de retour à Joinville en octobre – novembre 1505 pour les funérailles de l’évêque : il fait la « représentation » du défunt (sans doute l'effigie en cire) devant être placée sur le lit de parade lors du service du 5 novembre.

### Statues de saints
On sait que Bachot réalisa un certain nombre de statues de la Vierge et de saints – aujourd’hui disparues – grâce aux recherches et aux publications du peintre Anne-François Arnaud (1787-1846). Arnaud fut professeur, puis directeur à l’École de dessin de Troyes et par la suite Inspecteur des Monuments historiques. Marqué dans son enfance par les événements de la Révolution, il entreprit un inventaire de grande envergure en compagnie de ses élèves : il s’agissait de recenser à Troyes et dans les environs les œuvres d’art existantes et de rechercher les œuvres disparues.
De fait, les statues de saints ci-dessous, attribuées avec certitude à Bachot, n’ont pu être localisées à ce jour :
- Statue de Saint Pierre (1505), pour la cathédrale de Troyes ; selon les archives, ce devait être une statuette de bois destinée à remplacer une ancienne, vermoulue, sur le bâton de procession ;
- Groupe sculpté de Notre-Dame avec deux anges[5] (1506-07), pour l'église Saint-Jean à Troyes ;
- Statue de la Vierge Marie (vers 1524-25), pour l'église Saint-Nicolas à Troyes.